# Falling Down
《Falling Down》是英國搖滾樂團綠洲的一張單曲，收錄在綠洲2008年的第七張錄音室專輯《Dig Out Your Soul》中。詞曲作者和演唱者是首席吉他手諾爾·蓋勒格（Noel Gallagher）。《Falling Down》作為專輯中的第三首單曲於2009年3月9日推出，數碼版的推出時間則是在前一天。
該曲在英國單曲排行榜上的最初排名是第十位，第一週的銷量為21,448。但在同一週，它在英國下載排行榜上只排在第37位，很可能是因為在專輯和單曲推出之前曲子已泄漏到iTunes上的緣故。
《Falling Down》（除了《Sunday Morning Call》），是綠洲的第二張所有曲子均由諾爾，而不是連恩·蓋勒格演唱的單曲。
因初次單曲排名列入前十，《Falling Down》比起前一首單曲《I'm Outta Time》有細微的進步。《I'm Outta Time》只在單曲榜上名列12位，成了自從1994年的《Shakermaker》以來綠洲首張在英國未能進入前十名的單曲。從1994年底《Whatever》發售直到《I'm Outta Time》的推出，綠洲只有一張單曲在單曲榜上跌出前四，那就是2005年的《Lord Don't Slow Me Down》。《Lord Don't Slow Me Down》僅僅是次要的促销發行，並非專輯曲目，只限於下載。
歌曲的開篇部分和門戶合唱團的《水晶船》（The Crystal Ship）相仿。其緊密的擊鼓旋律和曲子蘊含的幻滅的意味和披頭四樂隊的歌曲《Tomorrow Never Knows》有強烈的相似之處，被指為是諾爾在效仿《Tomorrow Never Knows》的氛圍方面做得最出色的一次。
日本動畫工作室Production I.G的作品《東之伊甸》採用該曲作為片頭曲，但只在日本地区播出时使用。
除此之外，《Falling Down》作為電子遊戲《吉他英雄世界巡迴》的可下載内容於2009年1月29日推出。

## 其他版本
《Falling Down》已被推出多種不同版本：其中有瑪莉蓮·曼森貝斯手Twiggy Ramirez和《Falling Down》製作人大衛·沙爾第（Dave Sardy）的重混版以及Amorphous Androgynous的重混版。
化學兄弟（The Chemical Brothers）的重混版先前作為《The Shock of the Lightning》的B面曲目。

## 曲目列表
所有曲子由諾爾·蓋勒格作曲。
CD單曲
1. "Falling Down" （專輯版） – 4:20
2. "Those Swollen Hand Blues" – 3:19
3. "Falling Down" – 5:12
4. "Falling Down" – 4:27

7"黑膠唱片
1. "Falling Down" （專輯版）
2. "Those Swollen Hand Blues"

12"黑膠唱片
1. "Falling Down" （Amorphous Androgynous A Monstrous Psychedelic Bubble remix） – 22:27

數碼包 1
1. "Falling Down" （專輯版）
2. "Those Swollen Hand Blues"
3. "Falling Down" （demo）

數碼包 2
1. "Falling Down"
2. "Falling Down"
3. "Falling Down" （Amorphous Androgynous A Monstrous Psychedelic Bubble remix）

日本
1. "Falling Down" （專輯版） – 4:20
2. "Those Swollen Hand Blues" – 3:19
3. "Falling Down" （Amorphous Androgynous A Monstrous Psychedelic Bubble remix） – 22:27
4. "Falling Down" （The Gibb Mix） – 5:12
5. "Falling Down" （Prodigy版） – 4:27

日本：限定版額外奉送DVD
1. "Falling Down" （音樂錄影帶原創版）
2. "Falling Down" （音樂錄影帶 “東之伊甸”版)

## 排行榜
| 2008年排行榜                      | 最高順位 |
| --------------------------------- | -------- |
| 加拿大單曲排行榜                  | 45       |
| 荷蘭單曲排行榜                    | 71       |
| 愛爾蘭單曲排行榜                  | 26       |
| 意大利單曲排行榜                  | 19       |
| 瑞典單曲排行榜                    | 26       |
| 2009年排行榜                      | 最高順位 |
| 愛爾蘭單曲排行榜                  | 12       |
| 英國下載排行榜                    | 37       |
| 英國單曲排行榜                    | 10       |
| 美國Billboard 100首熱門單曲銷量榜 | 6        |
| 美國Billboard 熱門舞曲銷量榜      | 3        |
| 加拿大單曲排行榜                  | 2        |